# Kępka (Kępice)
Kępka (niem. Kampmühle) – dawna wieś, obecnie niewielka, peryferyjna część miasta Kępice w powiecie słupskim w województwie pomorskim. Leży nad Wieprzą, około 3 km na południe od centrum miasta. Stanowi obszar przestrzennie odizolowany od Kępic, m.in. kompleksem leśnym, o kształcie wąskiego wydłużonego cypla.
Znajduje się tu przystanek kolejowy Kępka, obsługujący 10–19 pasażerów na dobę (2017 rok).

## Historia
Po wojnie samodzielna wieś w gminie Warcino w powiecie miasteckim w województwie koszalińskim. Od 1954 w gromadzie Kępice.  1 stycznia 1959 z gromady Kępice wyłączono miejscowości Kępice, Kępka i Kruszka oraz leśnictwo Chomnice, tworząc z nich osiedle Kępice, w związku z czym Kępka stała się integralną częścią Kępic. Kępice otrzymały status miasta 1 stycznia 1967, w związku z czym Kępka stała się obszarem miejskim).